# Cseralja
Cseralja, 1904-ig Traunau (Bizliget, románul: Aluniș, 1947-ig Traunau vagy népiesen Tranova, németül: Traunau) falu Romániában, a Bánátban, Arad megyében.

## Fekvése
Aradtól 15 km-re délkeletre fekszik. Tervezett, négyzethálós alaprajzú telepesfalu, 3 × 5 utcával.

## Nevének eredete
A helyén állt középkori falut először 1349-ben említették, Cherallya néven. A falu német nevét közvetlenül a telepítéskor kapta, vagy gr. Tran kamarai tisztviselőről, vagy más forrás szerint a telepítést bonyolító Orczy gróf Tran családnevű hitveséről. 1828-ban Nagy Traunau és Bizliget, 1851-ben Tranova néven említették. Hivatalos úton keletkezett mai román nevének jelentése 'mogyoróliget'.

## Története
A középkori Cseralja falu határában telepítette a kincstár 1784 és 1786 között száz, lotaringiai, saar-vidéki és pfalzi német és lotaringiai francia családdal (a franciák később elnémetesedtek). Római katolikus egyháza 1807-ben lett önálló plébánia.
1920 utánig Temes vármegyéhez tartozott, akkor Arad megyéhez csatolták.
A 20. század elején kb. ötszáz sváb lakója vándorolt ki az Egyesült Államokba, akiknek csak a negyede tért vissza. 1946-ig túlnyomóan német nyelvű falu volt, akkor Halmágy vidékéről szegény román családokat telepítettek be. Német lakossága a kommunizmus utolsó évtizedeiben nyugatra vándorolt.

## Lakossága
- 1910-ben 1268 lakosából 1227 volt német, 24 magyar és 17 román anyanyelvű; 1247 római katolikus és 17 ortodox vallású.
- 2002-ben 943 lakosából 902 volt román, 16 német, 16 magyar és 6 szerb nemzetiségű; 878 ortodox, 31 római katolikus és 18 pünkösdista vallású.

## Látnivalók
- Római katolikus temploma 1838–39-ben épült. 1929-ben a korábbi zsindelytető helyett cseréppel fedték be. 2005-ben állították helyre.
- A falu déli részén néhány, a sváb telepítés idején (27, 39. sz.) vagy kevéssel utána (23, 25. sz.) épült parasztház.